# Rutshuru (rivière)
La Rutshuru est une rivière africaine qui coule entre les lacs Mutanda (en) et Édouard dans la région des grands lacs africains.

## Aménagements
Le barrage de Matebe, sur la rivière Rutshuru, a été construit en 2015 dans le Nord-Kivu, en République démocratique du Congo.

## Source de la traduction
- (en) Cet article est partiellement ou en totalité issu de l’article de Wikipédia en anglais intitulé « Rutshuru River » (voir la liste des auteurs).